# Marmettola

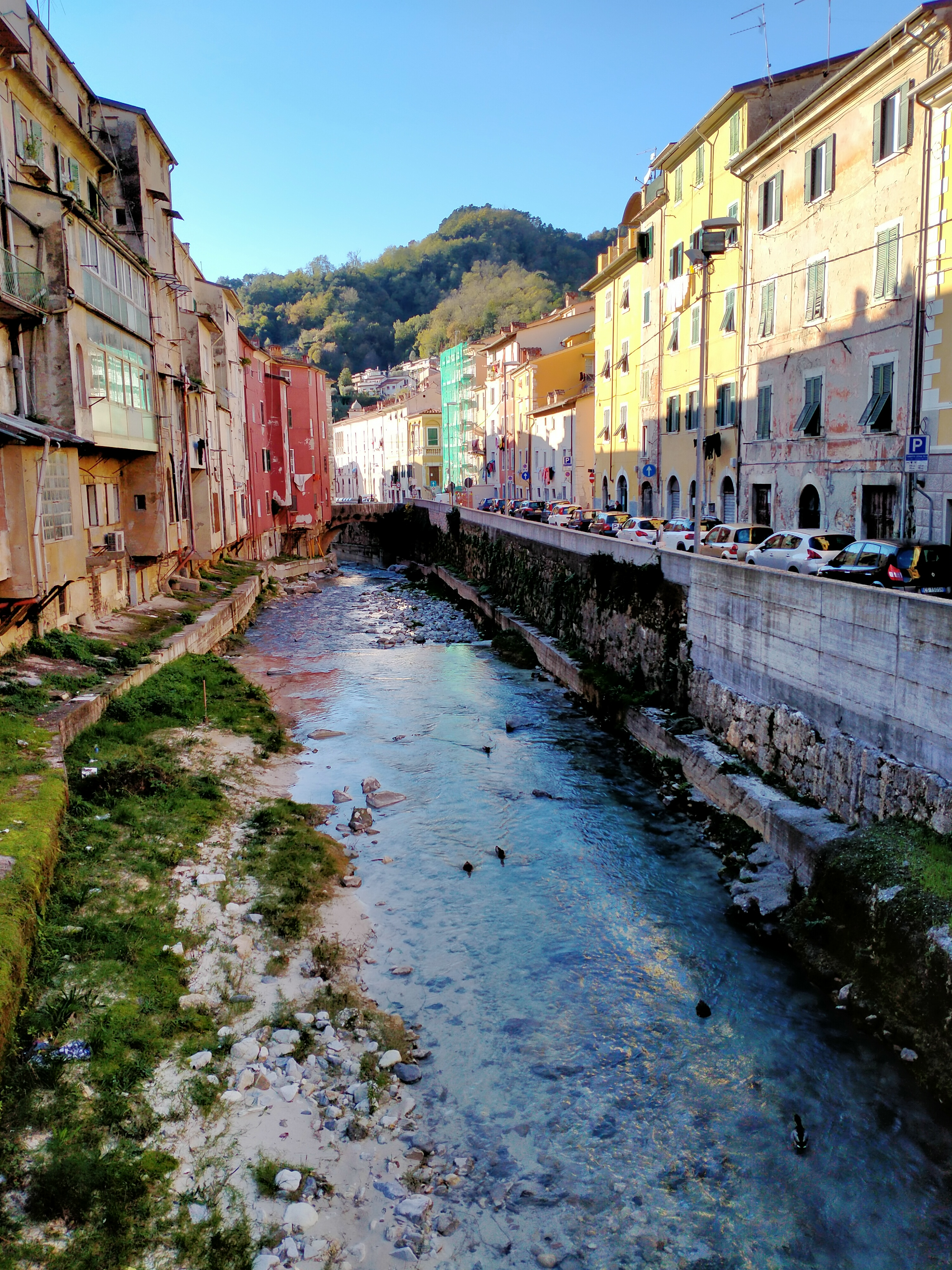
Il fiume Carrione a Carrara con il letto invaso da marmettola

La marmettola è un fango carbonatico, in gran parte disidratato, prodotto dall'attività di estrazione e di segagione delle pietre naturali come il marmo, il granito e simili. L'attività estrattiva di norma produce lo slurry mentre le lavorazioni, che di norma avvengono nelle segherie del marmo, producono la marmettola. La differenza tra questi due rifiuti di lavorazione è costituita dalla presenza quantitativa di acqua che, nel caso di slurry è vicina al 100%, nella marmettola può variare dal 25% al 35%. All'origine, il fango è composto da:
- acqua utilizzata per il raffreddamento delle lame e per raccogliere le polveri prodotte nel taglio del marmo;
- particelle di marmo di dimensioni più vicine alla polvere;
- eventuali tracce di acciaio diamantato proveniente dalle lame usate per il taglio;
- tracce di terriccio presenti sia nella fase di estrazione che in quella di lavorazione dei blocchi;
- rare tracce di oli e grassi minerali che possono accidentalmente fuoriuscire da macchine di lavorazione (solo nel caso di impianti molto datati).

Questo materiale, anche se non è classificato come inquinante pericoloso, non può essere disperso nell'ambiente, perché l'eccessivo accumulo di sostanza mineralogica (pur se non tossica), crea a lungo andare grossi problemi ecologici di vario tipo.